# 浦上靖介
浦上 靖介（うらかみ せいすけ、1892年〈明治25年〉 - 1966年〈昭和41年〉）は、日本の実業家。ハウス食品工業（後にハウス食品〈初代〉を経て現在のハウス食品グループ本社）の創業者。徳島県出身。

## 経歴・人物
10歳の時に大阪の薬種問屋で奉公し、1913年（大正2年）に独立し、浦上商店を創業。1926年（大正15年）に粉末即席カレーの販売を開始する。
1928年（昭和3年）に妻の助言により、実演販売を開始し、カレーを一般家庭に普及させた。
1947年（昭和22年）から浦上食糧工業所（後のハウスカレー浦上商店 → ハウス食品工業）の社長に就任。
1966年に73歳（数え年75）で死去。次男の浦上郁夫がハウス食品工業の社長を引き継いだ。